# Кара-Мурза Володимир Володимирович
Володимир Володимирович Кара́-Мурза́ (7 вересня 1981, Москва) — російський тележурналіст, режисер, колумніст, політичний і громадський діяч, публіцист. Федеральний координатор громадського руху «Відкрита Росія». У 2015—2016 роках заступник голови Партії народної свободи. Член бюро демократичного руху «Солідарність» та координаційної ради російської опозиції.
Закінчив історичний факультет Кембриджського університету (Велика Британія).

## Суспільно-політична діяльність
В 1999–2001 роках — в партії «Демократичний вибір Росії», в 2001 — 2008 роках — в «Союзі правих сил»(СПС). У 2000 — 2003 роках — радник голови фракції СПС у Державній думі РФ Бориса Нємцова.
В опозиції Володимиру Путіну з 2000 року. На президентських виборах 2000 року підтримував Григорія Явлінського.
На вибори до Державної Думи 2003 року — єдиний кандидат від «Яблуко — Об'єднані демократи» від партій СПС і «Яблуко» в Чертанівському виборчому окрузі № 204 Москви. Під час кампанії команда кандидата партії «Єдина Росія» Володимира Груздева робила спроби зняти Кара-Мурзу з виборів; на його рекламних білбордах гасло освітлення; в ході теледебатів «з технічних причин» відключився звук; в день голосування були виявлені «каруселі». У книзі британського журналіста Ендрю Джека «Inside Putin's Russia» Чертанівський округ був приведений як приклад маніпуляцій на російських виборах 2003 року. Згідно з офіційними результатами виборів Груздев отримав 149 069 голосів (53,78 %), Кара-Мурза — 23 800 голосів (8,59 %), кандидат КПРФ Сергій Серьогін — 18 992 голоси (6,85 %).
У січні 2004 року став співзасновником «Комітету-2008: вільний вибір».
У травні 2007 року Кара-Мурза виступив ініціатором висунення письменника і правозахисника Володимира Буковського кандидатом в президенти РФ від демократичної опозиції на президентських виборах 2008 року. Автор «Звернення Ініціативної групи», в якому, зокрема, говорилося: «Опозиції потрібен свій кандидат в Президенти. Сильний, безкомпромісний, рішучий. З бездоганним політичним і — що важливіше — моральним авторитетом. Знаний і шанований в суспільстві. Не пов'язаний ні з якими партіями і групами. Здатний запропонувати країні чесну програму демократичних, правових і соціальних реформ. Нам потрібен кандидат, якого зможуть підтримати всі демократичні виборці Росії. Такий кандидат є. Його ім'я — Володимир Костянтинович Буковський».
На зборах групи виборців на підтримку висунення Володимира Буковського кандидатом на пост президента РФ 16 грудня 2007 року, в якому взяли 823 особи (при необхідних 500), обраний уповноваженим представником групи в Центральній виборчій комісії РФ. 22 грудня ЦВК РФ відмовила Буковського в реєстрації.
На з'їзді СПС 17 грудня 2007 року Володимир Кара-Мурза був обраний до складу Федерального політичної ради. 29 вересня 2008 року написав заяву про вихід з партії на знак протесту проти її входження в кремлівський проєкт «Праве діло».
На установчому з'їзді Об'єднаного демократичного руху «Солідарність» 13 грудня 2008 року обраний членом Федерального політичної ради. За підсумками голосування зайняв 2-е місце з 77 кандидатів, поступившись тільки Борису Нємцову.
10 березня 2010 року підписав звернення російської опозиції «Путін має піти» (підпис № 4).
З 2011 року — учасник протестних акцій, які починалися під гаслом «За чесні вибори!».
На об'єднавчому з'їзді Партії народної свободи 16 червня 2012 року обраний до складу Федерального політичної ради. У тому ж році виступив проти заборони в Росії фільму «Невинність мусульман».
Брав участь у виборах до Координаційної ради російської опозиції в жовтні 2012 року, посівши 21 місце в загальноцивільному списку.
Має громадянство Росії і Великої Британії.

## Підготовка та просування «Закон Магнітського»
З лютого по травень 2011 року Кара-Мурза від імені російської опозиції вів в Конгресі США переговори «про розширення категорій осіб, які підпадають під дію візових санкцій» в рамках законопроєкту «Про відповідальність і верховенство закону» імені Сергія Магнітського, який передбачає заборону на в'їзд до США і заморожування фінансових активів в США для російських чиновників, відповідальних за «грубі порушення прав людини». Домігся внесення в остаточний текст законопроєкту посилань на порушення прав на свободу «самовираження, спілок і зборів, а також права на справедливий суд і демократичні вибори». Виступав на підтримку законопроєкту на слуханнях в Конгресі США та Європейському парламенті. В рамках просування «Закон Магнітського» проводив зустрічі з членами Конгресу США разом з Борисом Нємцовим, Михайлом Касьяновим та Гаррі Каспаровим. Обґрунтовуючи необхідність прийняття законопроєкту, зокрема, писав: «Кремлівським чиновникам, які хотіли б і далі … „правити як Сталін, а жити як Абрамович“, доведеться вибирати. Або розгони мирних демонстрацій, „басьманне правосуддя“ і фальсифікація виборів — або рахунки в американських банках, відпочинок у Флориді і різдвяний шопінг на нью-йоркській П'ятій авеню. Лицемірству приходить кінець. Безкарності для порушників прав і свобод російських громадян більше не буде».

## «Реформи чи революція»
У 2011 році в Москві і Санкт-Петербурзі була представлена книга Володимира Кара-Мурзи (молодшого) «Реформи чи революція: до історії спроби утворити відповідальне міністерство в I Державній Думі». Книга розповідає про спробу Конституційно-демократичної партії (партії кадетів), що перемогла на виборах в I Думу, домогтися формування уряду парламентської більшості навесні-влітку 1906 року. Видавцем книги виступила Російська об'єднана демократична партія «Яблуко».

## Журналістська і публіцистична діяльність
У журналістиці з 16 років. В 1997–2000 роках — власний кореспондент газети «Новые Известия», в 2000—2004 роках — власний кореспондент, оглядач видавничого дому «Коммерсантъ». У 2002 році був головним редактором ділового журналу «Russian Investment Review». У 2004 — 2012 роках — керівник бюро телекомпанії RTVi в Вашингтоні (США). Єдиним з російських журналістів зняв вручення міністру фінансів РФ Олексію Кудріну судової повістки по «справі ЮКОСА», першим взяв телевізійне інтерв'ю у підприємця Сергія Колесникова, який розповів про «Палац Путіна» на Чорному морі.
Автор численних публікацій у російській і світовій пресі, в тому числі в «Новой газете», «Независимой газете», «Нью-Таймс», «Вашингтон пост», «Волл-стріт джорнел», «Файненшл таймс», «Ворлд афферс» та ін. Колумніст інтернет-видання Щоденний журнал. Член Спілки журналістів Росії.
Автор і режисер документальних фільмів «Вони вибирали свободу» і «Нємцов».

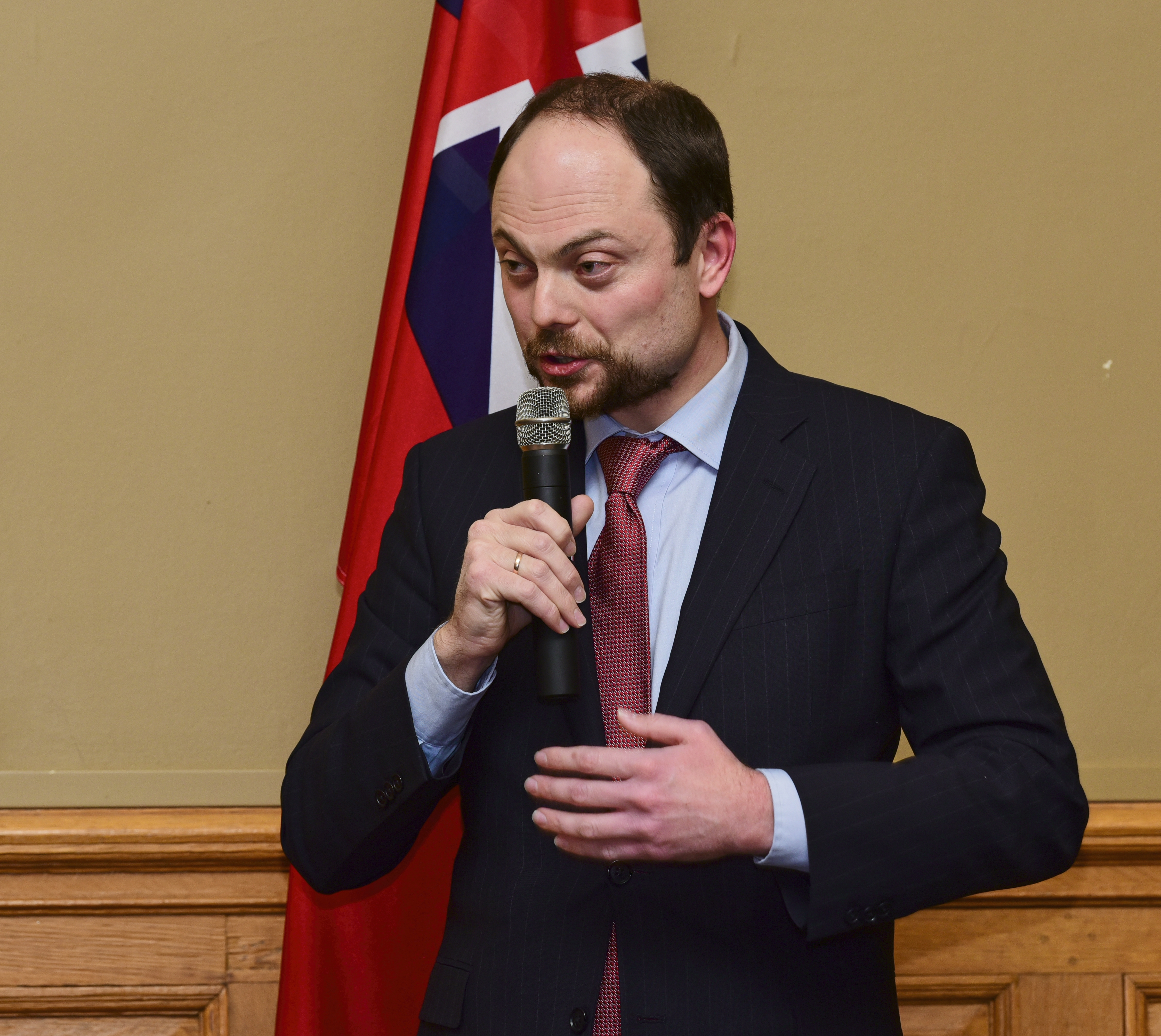
Володимир у Законодавчій Асамблеї Онтаріо (Канада) говорить про запровадження Закону Магнітського, 2018

Веде щотижневу англомовну колонку Spotlight on Russia з аналізом політичної ситуації в Росії на сайті американського журналу «World Affairs».
Володіє англійською та французькою мовами.

## Звільнення з RTVi та «заборона на професію»
Навесні 2012 року контроль над RTVi перейшов від Володимира Гусинського до колишнього керівника державного медіахолдингу «Звезда» Руслану Соколову. Нове керівництво телеканалу звільнило Кара-Мурзу з 1 вересня, проте вже 12 липня його журналістська акредитація була анульована розпорядженням посла Росії в США Сергія Кисляка. Прессекретар посольства Євген Хорішко пояснив це рішення тим, що Кара-Мурза більше «не є журналістом».
За інформацією, яку отримав Борис Нємцов, «вказівку звільнити Кара-Мурзу віддав особисто перший заступник глави адміністрації президента Олексій Громов… Той же Громов попередив всі ЗМІ, включаючи і, на перший погляд, незалежні, про те, що щоб уникнути неприємностей, журналіста Кара-Мурзу на роботу краще не брати. У підсумку ми маємо справу з першим в історії країни випадком повної заборони на професію для нашого товариша». Наявність «чорного списку» підтвердив і сам Кара-Мурза: "Все до одного медійні керівники, з якими я спілкувався (деякі з них до недавнього часу самі пропонували співпрацю), ввічливо сказали, що співпраця зараз неможлива. Причини називалися різні. Лише один натякнув на якийсь «багаж», пов'язаний з моїм ім'ям ". І Кара-Мурза, і Нємцов зв'язали «заборону на професію» з активною участю журналіста в підготовці та просуванні «Закону Магнітського».

## Госпіталізації
Вдень 26 травня 2015 госпіталізовано в критичному стані в Москві. Пізніше з'явилися повідомлення про діагноз «гостра ниркова недостатність на тлі інтоксикації». Батько Володимира заявив, що його сина було отруєно.
У грудні 2015 подав заяву до Слідчого комітету РФ з вимогою порушити кримінальну справу за ст. 30 і 105 КК РФ (замах на вбивство).
2 лютого 2017 госпіталізовано в критичному стані в Москві з аналогічними симптомами отруєння. Проби крові та зразки волосся й нігтів було відправлено до Франції та Ізраїлю для токсикологічного аналізу.
Восени 2018 року стало відомо, що ФБР відмовилося повідомляти про результати лабораторних аналізів, взятих у Кара-Мурзи після його можливого отруєння роком раніше. Конгресмени майже два роки чекають від ФБР публічних заяв з цього приводу.
В середині квітня 2018 року Слідчий комітет РФ відновив перевірку за фактом отруєння Володимира, його адвокат Вадим Прохоров пояснив це інтересом Заходу до справи Скрипаля.
Спільне розслідування активістів групи Bellingcat, журналістів російського The Insider та німецького Der Spiegel виявило докази причетності групи отруйників Навального отруйною речовиною нервово-паралітичної дії «Новичок» в серпні 2020 року до обох отруєнь Володимира.

## Ув'язнення
Володимира Кара-Мурзу заарештували в Москві у квітні 2022 року. Причиною арешту стала його критика російського вторгнення в Україну, зокрема, його виступ у Палаті представників Аризони, у якій він розповів про російські військові злочини в Україні. У травні 2022 року Amnesty International визнала Кара-Мурзу в'язнем сумління. В березні 2023 року США оголосили санкції для громадян Росії, причетних до порушень прав людини щодо Володимира Кара-Мурзи.
17 квітня 2023 рокі Кара-Мурза був засуджений до 25 років ув'язнення за звинуваченнями у державній зраді, поширенні «фейків» про російську армію та участі у небажаній організації; суд проходив у закритому режимі. 1 серпня 2024 року звільнений в рамках обміну ув'язненими між Росію, Білоруссю та США і країнами Заходу.

## Родина
Одружений. Троє дітей.
Син тележурналіста Володимира Кара-Мурзи (старшого), племінник філософа Олексія Кара-Мурзи, двоюрідний племінник вченого Сергія Кара-Мурзи.
Правнук московського адвоката і театрознавця Сергія Кара-Мурзи (1876—1956).
Правнук латвійського революціонера Вольдемара Бісеніекса (1884—1938), двоюрідний правнук латвійського політика та дипломата, першого посла Латвії у Великій Британії Георга Бісеніекса (1885—1941) і латвійського агронома і громадського діяча Яніса Бісеніекса (1864—1923).

## Обрана публіцистика
- «Свобода нуждается в защите всех мыслящих людей…» 21 мая — день рождения А. Д. Сахарова («Правое дело», 21.05.2003)
- Путинский курс — прорыв или тупик? (в соавторстве с Б.Немцовым) («Независимая газета», 23.05.2003)
- Об угрозе путинизма (в соавторстве с Б.Немцовым) («Независимая газета», 22.01.2004)
- Президент, выбравший свободу («Ежедневный журнал», 23.04.2007)
- «Чтобы никто не мог сказать: я не знал…» (К выходу переиздания книги Владимира Буковского «И возвращается ветер…») («Независимая газета», 02.11.2007)
- 2 декабря — день гражданского протеста («Ежедневный журнал», 30.11.2007)
- Шанс на сопротивление («Ежедневный журнал», 26.12.2007)
- О пользе исторических фактов, или В защиту Павла Милюкова («Ежедневный журнал», 05.11.2008)
- Со Сталиным в сердце («Ежедневный журнал», 03.03.2009)
- Russians Want Democracy («Волл-стріт джорнел», 15.09.2009)
- Putin's Desperate Crackdown («Волл-стріт джорнел», 05.08.2010)
- Russia's Rigged Election («Волл-стріт джорнел», 28.06.2011)
- «Ничто не изменилось, борьба продолжается» («Эхо Москвы», 23.12.2011)
- Первое вашингтонское предупреждение («Новая газета», 13.06.2012)
- Blacklisted by the Kremlin («Вашингтон пост», 27.07.2012)
- Некруглая дата. Забытые уроки Августа-91 (Институт современной России, 22.08.2012)